# Jane Campion
Elizabeth Jane Campion (Wellington, 30 de abril de 1954) é uma diretora de cinema neozelandesa. Ela é a segunda entre cinco mulheres nomeada para o Oscar de Melhor Direção e a primeira cineasta feminina na história a receber a Palma de Ouro do Festival de Cinema de Cannes, a qual lhe foi concedida em reconhecimento ao seu trabalho no filme O Piano (1993), pelo qual também ganhou o Oscar de Melhor Roteiro Original. Em 2022, recebeu seu primeiro Oscar de Melhor Direção, pelo filme The Power of the Dog e se tornou a primeira mulher nomeada duas vezes na categoria.

## Filmografia
- 2021 - The Power of the Dog
- 2017 - Top of the Lake: China Girl (minissérie)[5][6]
- 2013 - Top of the Lake (minissérie) [7]
- 2009 - Bright Star
- 2003 - In the Cut
- 1999 - Holy Smoke
- 1996 - The Portrait of a Lady
- 1993 - The Piano
- 1990 - An Angel at My Table
- 1989 - Sweetie
- 1986 - Two Friends (TV)
- 1984 - After Hours (curta-metragem)
- 1984 - A Girl's Own Story (curta-metragem)
- 1984 - Mishaps of Seduction and Conquest (TV)
- 1983 - Passionless Moments (curta-metragem)
- 1982 - An Exercise in Discipline - Peel (curta-metragem)

## Prémios e nomeações
- Ganhou o Leão de Prata de Melhor Direção, por "The Power of the Dog" (2021).[8][9]
- Recebeu uma nomeação ao Oscar de melhor direção, por "The Piano" (1993).
- Ganhou o Oscar de melhor roteiro original, por "The Piano" (1993).
- Recebeu uma nomeação ao Globo de Ouro de Melhor Realizador, por "The Piano" (1993).
- Recebeu uma nomeação ao Globo de Ouro de Melhor Argumento, por "The Piano" (1993).
- Recebeu uma nomeação ao BAFTA de Melhor Realizador, por "The Piano" (1993).
- Recebeu uma nomeação ao BAFTA de Melhor Argumento Original, por "The Piano" (1993).
- Ganhou o César de Melhor Filme Estrangeiro, por "The Piano" (1993).
- Ganhou três prémios no Independent Spirit Awards, na categoria de Melhor Filme Estrangeiro, por "Sweetie" (1989), "An angel at my table" (1990) e "The Piano" (1993).
- Ganhou a Palma de Ouro, no Festival de Cannes, por "The Piano" (1993).
- Ganhou a Palma de Ouro de Melhor Curta-Metragem, no Festival de Cannes, por "An Exercise in Discipline - Peel" (1982).
- Ganhou o Prémio Especial do Júri, no Festival de Veneza, por An angel at my table (1990).
- Ganhou o Prémio OCIC, no Festival de Veneza, por "An angel at my table" (1990).
- Ganhou o Prémio Bodil de Melhor Filme Não-Americano, por "The Piano" (1993).